# 埃库尔 (瓦兹省)
埃库尔（法語：Hécourt，法語發音：[ekuʁ]）是法国瓦兹省的一个市镇，属于博韦区。

## 地理
埃库尔（49°31'13"N, 1°45'36"E）面积7.47 平方千米，位于法国上法蘭西大區瓦兹省，该省份为法国北部内陆省份，北起索姆省，西接厄尔省和滨海塞纳省，南至塞纳-马恩省和瓦兹河谷省，东临埃纳省。
与埃库尔接壤的市镇（或旧市镇、城区）包括：比库尔、埃斯卡姆、阿纳什、圣康坦德普雷、布赖地区费里耶尔。

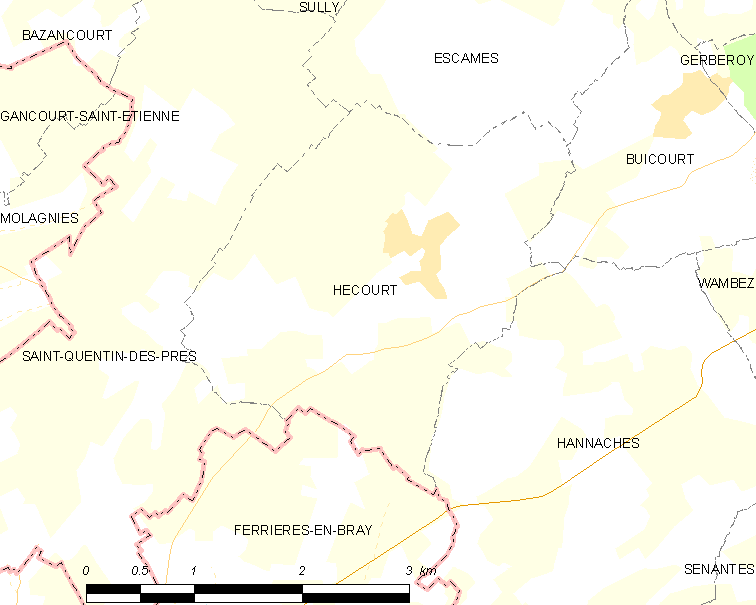
的OSM定位图

埃库尔的时区为UTC+01:00、UTC+02:00（夏令时）。

## 行政
埃库尔的邮政编码为60380，INSEE市镇编码为60306。

## 政治
埃库尔所属的省级选区为格朗维利耶县。

## 人口

1962-2008年间人口变化图示

埃库尔于2022年1月1日时的人口数量为149人。